# Хрещатенська сільська рада
Хреща́тенська сільська́ ра́да — адміністративно-територіальна одиниця та орган місцевого самоврядування в Козелецькому районі Чернігівської області. Адміністративний центр — село Хрещате.

## Загальні відомості
- Населення ради: 1 396 осіб (станом на 2001 рік)

## Історія
05.02.1965 Указом Президії Верховної Ради Української РСР передано сільради Носівського району: Патютинську, Пилятинську, Ставиську та Хрещатенську — до складу Козелецького району.

## Населені пункти
Сільській раді підпорядковані населені пункти:
- с. Хрещате
- с. Гальчин

## Склад ради
Рада складається з 16 депутатів та голови.
- Голова ради: Бокач Наталія Василівна

### Керівний склад попередніх скликань
| Прізвище, ім'я, по батькові | Основні відомості                                                                      | Дата обрання | Дата звільнення |
| --------------------------- | -------------------------------------------------------------------------------------- | ------------ | --------------- |
| Бойко Василь Васильович     | Сільський голова, 1951 року народження, освіта вища, член Комуністичної партії України | 26.03.2006   | 31.10.2010      |
| Бойко Василь Васильович     | Сільський голова, 1951 року народження, освіта вища, член Партії регіонів              | 31.10.2010   | 28.03.2014      |
| Бокач Наталія Василівна     | Сільський голова, 1972 року народження, освіта середня спеціальна, позапартійна        | 26.10.2014   |                 |

Примітка: таблиця складена за даними сайту Верховної Ради України

### Депутати
За результатами місцевих виборів 2010 року депутатами ради стали:

#### За суб'єктами висування
| Суб'єкт висування | Кількість обраних депутатів | %  |
| ----------------- | --------------------------- | -- |
| Партія регіонів   | 8                           | 50 |
| Самовисування     | 8                           | 50 |

#### За округами
| № округу        | Прізвище, ім'я, по батькові  | Дата визнання обраним | Освіта             | Партійна приналежність | Відомості про обраного депутата                              |
| --------------- | ---------------------------- | --------------------- | ------------------ | ---------------------- | ------------------------------------------------------------ |
| Партія регіонів |                              |                       |                    |                        |                                                              |
| 4               | Бокач Наталія Василівна      | 01.11.2010            | середня спеціальна | позапартійна           | Хрещатинська сільська рада, секретар                         |
| 6               | Діденко Валентина Михайлівна | 01.11.2010            | середня спеціальна | позапартійна           | Хрещатинський Фельшерсько-акушерський пункт, завідувачка     |
| 7               | Рубан Сергій Іванович        | 01.11.2010            | середня спеціальна | позапартійний          | ВАТ «Укртелеком», електромонтер                              |
| 10              | Кубрак Валентина Василівна   | 01.11.2010            | середня спеціальна | позапартійна           | Хрещатинська сільська рада, бухгалтер                        |
| 12              | Кобища Наталія Іванівна      | 01.11.2010            | середня спеціальна | позапартійна           | Хрещатинський, магазин, продавець                            |
| 13              | Котляр Олена Борисівна       | 01.11.2010            | середня спеціальна | позапартійна           | Відділення поштового зв'язку, начальник                      |
| 15              | Грищенко Іван Петрович       | 01.11.2010            | середня спеціальна | позапартійний          | пенсіонер                                                    |
| 16              | Близнюк Валентина Василівна  | 01.11.2010            | середня спеціальна | позапартійна           | приватний підприємець                                        |
| Самовисування   |                              |                       |                    |                        |                                                              |
| 1               | Лимар Володимир Іванович     | 01.11.2010            | середня спеціальна | позапартійний          | тимчасово не працює                                          |
| 2               | Яковець Микола Петрович      | 01.11.2010            | середня спеціальна | позапартійний          | Хрещатинська сільська рада, касир                            |
| 3               | Янко Раїса Миколаївна        | 01.11.2010            | вища               | позапартійна           | Хрещатинська загальноосвітня школа, вчитель української мови |
| 5               | Бойко Катерина Петрівна      | 01.11.2010            | вища               | позапартійна           | Хрещатинська загальноосвітня школа, зав. директора           |
| 8               | Бойко Федір Борисович        | 01.11.2010            | середня спеціальна | позапартійний          | ТОВ СВК «Дружба», бригадир                                   |
| 9               | Бокач Олександр Миколайович  | 01.11.2010            | вища               | позапартійний          | Хрещатинська сільська рада, землевпорядник                   |
| 11              | Мариненко Володимир Іванович | 01.11.2010            | середня спеціальна | позапартійний          | ТОВ СВК «Дружба», зав. майстернею                            |
| 14              | Геворкян Анушеван Ервандович | 01.11.2010            | середня            | позапартійний          | ТОВ СВК «Дружба», тесляр                                     |